# أوتليا صغيرة الأوراق
أوتليا صغيرة الأوراق (الاسم العلمي:Ottelia brachyphylla) هي نوع من النباتات يتبع جنس الأوتليا من الفصيلة الحب المائية.